# Juka (sopa)
Juka es una sopa de sangre de la región de Dzūkija en el sur de Lituania. Se la suele preparar con sangre de ganso, pato o gallina.
La sangre se mezcla con harina de centeno y se agregan algunos cereales, tocino u otra carne, salmuera de col, sal, especias (tomillo, laurel, pimienta), cebollas, a veces migas de pan (por ejemplo, de trigo sarraceno), frutos secos. En algunos sitios le agregan puerro o papas. La juka debe ponerse negra cuanto más oscura mejor y más deliciosa es.